# Africa Cup Sevens 2017
La Africa Cup Sevens de 2017 fue la sexta edición del principal torneo de rugby 7 masculino de África.
El torneo otorgó dos plazas para la Copa del Mundo de Rugby 7 de 2018.

## Fase de grupos

### Grupo A
| Equipo    | Encuentros | Encuentros | Encuentros | Encuentros | Tantos  | Tantos    | Tantos     | Puntos |
| Equipo    | jugados    | ganados    | empatados  | perdidos   | a favor | en contra | diferencia | Puntos |
| --------- | ---------- | ---------- | ---------- | ---------- | ------- | --------- | ---------- | ------ |
| Uganda    | 4          | 4          | 0          | 0          | 143     | 29        | +114       | 12     |
| Zambia    | 4          | 3          | 0          | 1          | 57      | 73        | -16        | 10     |
| Túnez     | 4          | 1          | 1          | 2          | 71      | 87        | -16        | 7      |
| Marruecos | 4          | 1          | 0          | 3          | 69      | 95        | -26        | 6      |
| Ghana     | 4          | 0          | 1          | 3          | 34      | 90        | -56        | 5      |

### Grupo B
| Equipo     | Encuentros | Encuentros | Encuentros | Encuentros | Tantos  | Tantos    | Tantos     | Puntos |
| Equipo     | jugados    | ganados    | empatados  | perdidos   | a favor | en contra | diferencia | Puntos |
| ---------- | ---------- | ---------- | ---------- | ---------- | ------- | --------- | ---------- | ------ |
| Madagascar | 4          | 4          | 0          | 0          | 109     | 29        | +80        | 12     |
| Zimbabue   | 4          | 3          | 0          | 1          | 71      | 38        | +33        | 10     |
| Senegal    | 4          | 2          | 0          | 2          | 53      | 62        | -9         | 8      |
| Botsuana   | 4          | 0          | 1          | 3          | 40      | 83        | -43        | 5      |
| Mauricio   | 4          | 0          | 1          | 3          | 38      | 99        | -61        | 5      |

## Fase Final

#### Copa de oro
|  | Cuartos de final | Cuartos de final | Cuartos de final |          |            | Semifinales | Semifinales | Semifinales |        |              | Copa         | Copa         | Copa |  |
|  |                  |                  |                  |          |            |             |             |             |        |              |              |              |      |  |
|  |                  |                  |                  |          |            |             |             |             |        |              |              |              |      |  |
|  | Uganda           | Uganda           | 33               |          |            |             |             |             |        |              |              |              |      |  |
|  | Uganda           | Uganda           | 33               |          |            |             |             |             |        |              |              |              |      |  |
|  | Botsuana         | Botsuana         | 0                |          |            |             |             |             |        |              |              |              |      |  |
|  | Botsuana         | Botsuana         | 0                |          | Uganda     | Uganda      | 38          |             |        |              |              |              |      |  |
|  |                  |                  |                  |          | Uganda     | Uganda      | 38          |             |        |              |              |              |      |  |
|  |                  |                  | Zambia           | Zambia   | 12         |             |             |             |        |              |              |              |      |  |
|  | Zambia           | Zambia           | Zambia           | Zambia   | 12         | 33          |             |             |        |              |              |              |      |  |
|  | Zambia           | Zambia           |                  |          |            |             |             |             |        |              |              |              |      |  |
|  | Senegal          | Senegal          | 21               |          |            |             |             |             |        |              |              |              |      |  |
|  | Senegal          | Senegal          | 21               |          |            |             |             |             |        | Uganda       | Uganda       | 10           |      |  |
|  |                  |                  |                  |          |            |             |             |             |        | Uganda       | Uganda       | 10           |      |  |
|  |                  |                  | Zimbabue         | Zimbabue | 7          |             |             |             |        |              |              |              |      |  |
|  | Madagascar       | Madagascar       | Zimbabue         | Zimbabue | 7          | 33          |             |             |        |              |              |              |      |  |
|  | Madagascar       | Madagascar       |                  |          |            |             |             |             |        |              |              |              |      |  |
|  | Marruecos        | Marruecos        | 15               |          |            |             |             |             |        |              |              |              |      |  |
|  | Marruecos        | Marruecos        | 15               |          | Madagascar | Madagascar  | 10          |             |        | Tercer lugar | Tercer lugar | Tercer lugar |      |  |
|  |                  |                  |                  |          | Madagascar | Madagascar  | 10          |             |        | Tercer lugar | Tercer lugar | Tercer lugar |      |  |
|  |                  |                  | Zimbabue         | Zimbabue | 21         |             |             |             |        |              |              |              |      |  |
|  | Zimbabue         | Zimbabue         | Zimbabue         | Zimbabue | 21         | 17          |             |             | Zambia | Zambia       | 7            |              |      |  |
|  | Zimbabue         | Zimbabue         |                  |          |            |             |             |             | Zambia | Zambia       | 7            |              |      |  |
|  | Túnez            | Túnez            | 12               |          |            |             |             |             |        |              | Madagascar   | Madagascar   | 26   |  |
|  | Túnez            | Túnez            | 12               |          |            |             |             |             |        |              | Madagascar   | Madagascar   | 26   |  |
|  |                  |                  |                  |          |            |             |             |             |        |              |              |              |      |  |

| Bandera de Uganda |
| Campeón Uganda    |
| Segundo título    |